# Spycraft: The Great Game
Spycraft: The Great Game è un videogioco d'avventura del 1996 sviluppato e pubblicato da Activision.
Alla realizzazione del gioco hanno collaborato il direttore della CIA William Colby e il maggior generale del KGB Oleg Kalugin.